# Карталинское городское поселение
Карталинское городско́е поселе́ние — муниципальное образование в Карталинском районе Челябинской области Российской Федерации.
Административный центр — город Карталы.

## История
Статус и границы городского поселения установлены Законом Челябинской области от 17 сентября 2004 года № 275-ЗО «О статусе и границах Карталинского муниципального района, городского и сельских поселений в его составе»

## Население
| 2002    | 2009    | 2010    | 2011    | 2012    | 2013    | 2014    |
| ------- | ------- | ------- | ------- | ------- | ------- | ------- |
| 29 908  | ↘28 651 | ↗29 131 | ↘29 095 | ↘28 875 | ↘28 763 | ↘28 757 |
| 2015    | 2016    | 2017    | 2018    | 2019    | 2020    | 2021    |
| ↘28 703 | ↘28 697 | ↘28 577 | ↗28 607 | ↘28 442 | ↘28 227 | ↘27 103 |
| 2023    |         |         |         |         |         |         |
| ↘26 679 |         |         |         |         |         |         |

## Состав городского поселения
| № | Населённый пункт | Тип населённого пункта        | Население |
| - | ---------------- | ----------------------------- | --------- |
| 1 | Карталы          | город, административный центр | ↘26 679   |